# All Night Long (Alexandra Burke)
All Night Long è un brano musicale pubblicato come quarto singolo tratto da Overcome, l'album di debutto di Alexandra Burke, vincitrice della quinta edizione di X-Factor inglese.
Il singolo è stato pubblicato in duetto con Pitbull il 16 maggio 2010, insieme al CD contenente la versione originale del brano, cantata dalla sola Burke. Le vendite del singolo nel Regno Unito ammontano a più di 192.000.

## Video musicale
Il video, prodotto da Luti Fagbenle e diretto da Rage, è stato girato in una villa, secondo la rivista Look, Hertfordshire in Inghilterra. Il video segue il tema di un party a bordo piscina con artisti circensi e ballerini, con varie apparizioni di Pitbull. La cantante, secondo alcune riviste, ha chiesto ai familiari di riprendere il video con 100 videocamere. L'anteprima del video è andata in onda il 27 aprile 2010, attraverso VEVO.

## Accoglienza
La maggior parte delle recensioni sul brano è stata positiva. Robert Copsey ha assegnato alla canzone 4 stelline (su 5)..

## Classifiche
| Chart (2010)    | Massima posizione |
| --------------- | ----------------- |
| Australia       | 59                |
| Belgio          | 57                |
| Europa          | 14                |
| Germania        | 60                |
| Irlanda         | 1                 |
| Paesi Bassi     | 24                |
| Regno Unito     | 4                 |
| Repubblica Ceca | 82                |
| Slovacchia      | 24                |
| Svezia          | 57                |
| Svizzera        | 60                |